# Hippo APC
Hippo APC — южноафриканский бронетранспортер. Производился в Южной Африке с 1972 по 1979 год на базе грузовика Bedford RL, выпускавшегося с 1950-х годов. Бронеавтомобиль был вдохновлён советским БТР-152, от которого "унаследовал" расположение сидений в десантном отделении. Обзор (особенно для водителя) был ограничен узкими стеклянными окнами. Эта компоновка была повсеместно непопулярной и позже была исправлена в бронемашине Buffel, в которой использовались некоторые детали от Hippo APC.
Некоторые из этих автомобилей использовались полицией ЮАР, часть выпущенных броневиков экспортировалась в Лаос (как видно здесь), где они также использовались. Конструкция Hippo APC легла в основу бронемашины Casspir, которая до сих пор используется в южноафриканской армии.
Также, бронетранспортёры эксплуатировались в Овамболенде, где он использовался до 1980-х годов. В целом автомобиль оказался ненадежным, и поэтому он был выведен из эксплуатации довольно быстро. Но его конструкция оказалась очень популярной, потому она использовалась в разработке многих других бронетранспортеров Южной Африки.
Когда машина находилась на вооружении Лаосской армии, то, по сравнению с советскими машинами, он был не очень хорош. Однако, Hippo, по сравнению с техникой китайского производства, были на более хорошем счету в войсках.

## Операторы
- Южно-Африканская Республика : использовался Южно-Африканскими национальными силами обороны и Южно-Африканской полицией.
- Родезия (до 1979 года) : эксплуатировался Родезийскими силами безопасности вплоть до поражения в гражданской войне.
- Зимбабве (после 1979 года).

## Внешние ссылки
- Leakseng
- Бегемот
- The Rhodesian War: A Military History. Barnsley: Pen and Sword Books. ISBN 978-1-84415-694-8.
- Peter Gerard Locke & Peter David Farquharson Cooke, Fighting Vehicles and Weapons of Rhodesia 1965-80, P&P Publishing, Wellington 1995. ISBN 0-473-02413-6.
- Выжить в поездке